# Phạm Quốc Hùng
Phạm Quốc Hùng là Thiếu tướng Công an nhân dân Việt Nam. Ông nguyên là Tư lệnh Bộ Tư lệnh Cảnh vệ (Việt Nam) đến năm 2006. Ông còn là nhà thơ.

## Tiểu sử
Phạm Quốc Hùng là đảng viên Đảng Cộng sản Việt Nam.
Năm 2006, ông là Bí thư Đảng ủy Bộ Tư lệnh Cảnh vệ.
Ngày 14 tháng 2 năm 2006, Đại tá Phạm Quốc Hùng, Tư lệnh Bộ Tư lệnh Cảnh vệ (Việt Nam), được trao quyết định của Thủ tướng Chính phủ Việt Nam thăng quân hàm Thiếu tướng Công an nhân dân Việt Nam cùng với 26 sĩ quan khác.
Ngày 3 tháng 11 năm 2006, Thủ tướng Chính phủ Việt Nam kí quyết định cho Thiếu tướng Phạm Quốc Hùng nghỉ công tác để chữa bệnh từ ngày 1 tháng 12 năm 2006 và nghỉ hưu sau đó.
Phạm Quốc Hùng còn là một nhà thơ dù phần lớn cuộc đời của ông làm công an. Năm 2014, Phạm Quốc Hùng xuất bản tập thơ "Khoảnh khắc" ở Nhà xuất bản Công an nhân dân.